# الخط الزمني لحرب الاستنزاف
هذا جدول زمني متسلسل للأحداث التي وقعت خلال حرب الاستنزاف. ويركز بالتفصيل على الاشتباكات والغارات والعمليات البرية والجوية والبحرية بين إسرائيل ودول الجوار العربي في الفترة منذ نهاية حرب 67 وحتى توقيع مبادرة روجرز في 8 أغسطس 1970 ولا علاقة له بأحداث حرب الاستنزاف على الجبهة السورية أو المصرية عقب انتهاء حرب أكتوبر.
بعض الاشتباكات التي وقعت بعد قبول مبادرة روجرز من الطرفين وحتى قيام حرب أكتوبر لا تدخل ضمن نطاق حرب الاستنزاف، لكنها ستُذكر ضمن الأحداث التي تلت الحرب.
استمرت حرب الاستنزاف لأكثر من ثلاث سنوات منذ 1 يوليو 1967 وحتى 8 أغسطس 1970.

## 1967
يوليو

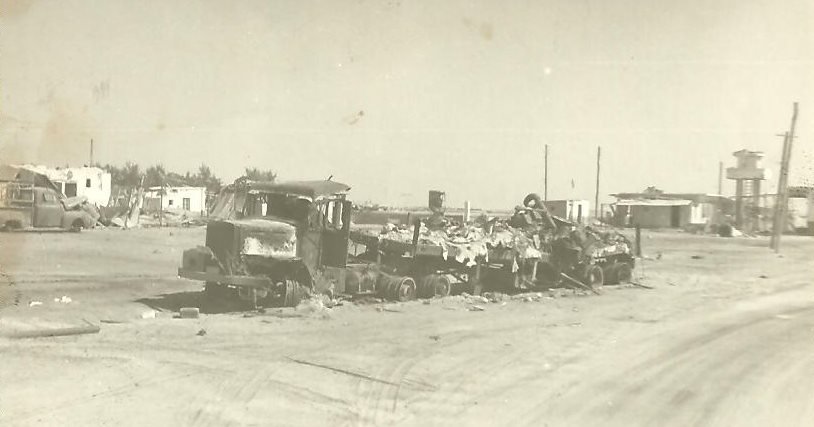
حطام زورق إسرائيلي طراز بيرترام كان محملاً على شاحنة وأصيب بنيران مصرية، بورتوفيق، 14 يوليو 1967

- 1 يوليو: قوة صاعقة مصرية في بورفؤاد جنوب بورسعيد تنجح في صد قوة مدرعة إسرائيلية حاولت التقدم نحو منطقة رأس العش التي تتحصن بها فيما عرف باسم معركة رأس العش،[1][2] تصور الرواية الإسرائيلية العملية كونها حادثتين منفصلتين وقعت واحدة في يوم 1 يوليو[3] والأخرى في يوم 8 يوليو وأنهما كانتا عبارة عن غارة شنها أفراد الصاعقة المصرية صحبها قصف مدفعي بعد عبورهم لقناة السويس[4]
- 2 يوليو: الطيران الإسرائيلي يقصف مواقع المدفعية المصرية التي آزرت قوات الصاعقة المتمركزة في رأس العش.[5]
- 4 يوليو: الطيران المصري يقصف عدة مواقع إسرائيلية في سيناء مع خسارة طائرة ميج-17.[6]
- 8 يوليو: سقوط طائرة ميج 21 مصرية فوق القنطرة بواسطة الدفاعات الأرضية الإسرائيلية، تبعها قيام طائرتين سوخوي-7 مصريتين بإجراء تصوير جوي فوق سيناء دون اعتراض من الطائرات الإسرائيلية، طائرتين من نفس الطراز تخرجان مجدداً لنفس المهمة لكن الطيران الإسرائيلي يعترضهما ويسقط إحداهما.[6]
- 11 يوليو: المدمرة إيلات بمؤازرة زورقي الطوربيد الإسرائيليين «آية» و«دايا» تنجح في إغراق زورقي طوربيد مصريين قبالة ساحل رمانة، شمال سيناء، فيما عرف باسم معركة ساحل رمانة.[7]
- 14 يوليو: الطيران المصري يقصف مواقع إسرائيلية في سيناء.
- 15 يوليو: اندلاع اشتباكات 15 يوليو الجوية بين الطيران المصري والإسرائيلي فوق منطقة القناة، يزعم الجانب المصري إسقاط 4 طائرات ميراج بينما تزعم إسرائيل إسقاط من 7-10 طائرات مصرية مقابل خسارة طائرة ميراج واحدة.

أكتوبر
- 21 أكتوبر: زورقا صواريخ مصريان فئة كومار ينجحان في إصابة المدمرة إيلات بثلاث إلى أربع صواريخ طراز ستيكس مما يؤدي إلى غرقها قبالة سواحل بورسعيد ومقتل 47 وجرح أكثر من 100 من طاقمها المكون من 199 بحاراً،[8] أجرت البحرية المصرية مؤتمراً أعلنت فيه في بادئ الأمر عن إغراقها لقطعتين بحريتين إسرائيليتين هما المدمرتان إيلات ويافو قبل أن تتراجع عن هذا التصريح وتؤكد إغراقها لمدمرة واحدة فقط، مع ضعف المصادر التي تدعى غرق يافو فضلاً عن عدم وجود حطامها بالمياه المصرية.
- 24 أكتوبر: بعد 67 ساعة من غرق إيلات، شنت إسرائيل «عملية الوهج»، انتقاماً لغرق إيلات، بقصف مدفعي مركز استهدف مدينة السويس ومصافي تكرير البترول في الزيتية وطال القصف منازل المدنيين وتسبب في خسائر مادية كبيرة بينما قتل 11 مدنياً وأصيب 92، كان ذلك بداية لتهجير سكان المدينة.[9]

## 1968
- 25 يناير: غرق الغواصة داكار وعلى متنها 69 ضابطاً وبحاراً إسرائيلياً في البحر المتوسط، خارج المياه الإقليمية المصرية، ولازال سبب غرقها مجهولاً مع إدعاءات مصرية غير رسمية بإغراق البحرية المصرية لها بالقرب من الإسكندرية،[10] رغم أن مكان الحطام خارج المياه الإقليمية المصرية إضافة إلى جهل الجانب المصري بإحداثياته طوال 30 عام هي الفترة التي استُغرقت للبحث عن حطام الغواصة، يفند تلك المزاعم.
- 21 مارس: وقوع معركة الكرامة على الجبهة الأردنية عندما أرادت القوات الإسرائيلية التقدم نحو معسكر الفدائيين الفلسطينين في الكرامة بالأردن رداً على هجماتهم لكن الجيش الأردني تصدى لها وانتهت المعركة بانسحاب القوات الإسرائيلية، ادعى كلا الجانبين الانتصار.
- 12 أغسطس: طائرتان سوريتان طراز ميج-17 تهبطان بالخطأ في إسرائيل.[11]
- 8 سبتمبر: قصف مدفعي مصري يقتل 10 جنود إسرائيلين ويصيب 18 آخرين، ردت إسرائيل بقصف مماثل للإسماعيلية والسويس.
- 31 أكتوبر: إسرائيل تشن عملية الصدمة ضد محطة كهرباء وقناطر نجع حمادي وكوبري قنا، جنوب مصر، توقف بعدها القصف المصري لمدة أربعة شهور.[12]
- 3 نوفمبر: طائرات ميج-17 مصرية تهاجم أهداف إسرائيلية وإصابة طائرة إسرائيلية.
- 1 ديسمبر: إسرائيل تشن عملية الحديد، عملية مماثلة للصدمة، بتدمير أربع جسور بالقرب من عمان، الأردن.

## 1969
- 24 فبراير: الميراج الإسرائيلية تسقط طائرة ميج-17 وطائرة ميج-21 خلال غارة على سوريا.

مارس
- 8 مارس: إعلان حرب الاستنزاف رسمياً مع قصف مدفعي شديد على خط بارليف، في نفس اليوم ميراج إسرائيلية تسقط ميج-21 مصرية.
- 9 مارس: سقوط طائرة استطلاع إسرائيلية طراز دورنير دو 27 بواسطة صاروخ سام-2، كانت ترصد مواقع المدفعية المصرية وفي نفس الوقت سقط رئيس أركان الجيش المصري عبد المنعم رياض قتيلاً بعد إصابته بشظايا قذيفة دبابة إسرائيلية أثناء معاينته آثار القصف المصري على خط بارليف.
- 29 مارس: إسرائيل تطلق عملية الجحيم (Operation Totef) بغارات جوية استهدفت مواقع الفصائل الفلسطينية في الكرامة، الأردن.

أبريل
- 9 أبريل: إصابة 13 إسرائيلياً في قصف صاروخي استهدف إيلات.
- 19 أبريل: عملية لسان التمساح الأولى، غارة للصاعقة المصرية على موقع المعدية 6 انتقاماً لمقتل رئيس الأركان المصري عبد المنعم رياض.
- 22 أبريل: سقوط طائرة فوتور إسرائيلية خلال مهاجمة موقع رادار أردني.
- 27 أبريل: عملية البستان 22، تفجير ستة أبراج للضغط العالي بالقرب من الأقصر بواسطة عناصر من المظليين الإسرائيليين تسللوا بواسطة مروحية سوبر فريلون.

يونيو
- 17 يونيو: أربع طائرات ميراج تخترق حاجز الصوت فوق القاهرة، على أثر ذلك الحادث عُزل قائد القوات الجوية وقائد قوات الدفاع الجوي.
- 21 يونيو: عملية بولموس 5، غارة لقوات الكوماندوز البحري الإسرائيلي على ميناء الأدبية في السويس.
- 30 يوليو: عملية البستان 37، استهداف أبراج الضغط العالي في نجع حمادي للمرة الثانية بواسطة المظليين الإسرائيليين.

يوليو
- 1 يوليو: عملية البستان 25أ، هاجم المظليون الإسرائيليون مواقع عسكرية طول طريق راس الزعفرانة وقتلوا 12 جندياً مصرياً وأصابوا أربعة آخرين كما أسروا جندي. بالإضافة إلى تدميرهم المنشآت، نسفوا برجين للهاتف وزرعوا عبوات ناسفة في المنطقة.
- 2 يوليو: عملية البستان 38، هاجم المظليون الإسرائيليون مواقع عسكرية مصرية على ساحل راس عسران وراس أبو بكر، على الطريق المؤدي للحدود السودانية وقتلوا 13 جندياً مصرياً وأسروا جندي.
- 7 يوليو: الميراج الإسرائيلية تسقط 10 طائرات مصرية وفي نفس اليوم الصاعقة المصرية تستهدف موقع المعدية 6 للمرة الثانية (عملية لسان التمساح 2).
- 8 يوليو: الميراج الإسرائيلية تسقط سبع طائرات سورية وغارة للصاعقة المصرية في سيناء.
- 12 يوليو: هجوم للصاعقة المصرية على حصن بورتوفيق يوقع 8 قتلى بين الجنود الإسرائيليين.
- 19 يوليو: القوات الإسرائيلية تهاجم الموقع المصري المنعزل في الجزيرة الخضراء بخليج السويس، عملية بولموس 6.
- 20 يوليو: بدء غارات جوية إسرائيلية ضمن عملية بوكسر استمرت لثمان أيام واستهدفت المواقع المصرية غرب القناة وفي نفس اليوم معركة جوية تسفر عن سقوط 2 ميراج إسرائيلية، بينما خسر الجانب المصري 1 ميج-21، 2 ميج-17، نتيجة قتال جوي إضافة إلى 1 ميج-17 بواسطة نيران أرضية من مدفع 40ملم وطائرة سوخوي-7 بواسطة بطارية هوك.

أغسطس
- 13 أغسطس: بدء حملة غارات جوية إسرائيلية على الجبهة المصرية استمرت 6 أيام.
- 27 أغسطس: عملية البستان 39، غارة إسرائيلية تستهدف معسكر منقباد في أسيوط بقذائف الهاون.
- 30 أغسطس: عملية الكرنتينة، غارة للصاعقة المصرية على منطقة الكرنتينة.

سبتمبر
- 3 سبتمبر: مقتل إسرائيليين اثنين في قصف بصواريخ كاتيوشا على مدينة كريات شمونة.
- 7 سبتمبر: عملية إسكورت، عناصر الكوماندوز البحري الإسرائيلي شايطيت 13 تغرق زورقي طوربيد مصريين في ميناء الأدبية تمهيداً لعملية الزعفرانة.
- 8 سبتمبر: قُتل 10 جنود إسرائيليين بفعل المدفعية المصرية.
- 9 سبتمبر: القوات الإسرائيلية تنفذ عملية الزعفرانة عملية إنزال بحري على شاطئ البحر الأحمر.
- 11 سبتمبر: القوات الجوية المصرية تشن غارات على سيناء وتشتبك مع الطيران الإسرائيلي في معركة جوية سقط خلالها 5 ميج-21 و2 سوخوي-7 مقابل ميراج إسرائيلية واحدة وقع قائدها غيورا روم في الأسر.

أكتوبر
- 17 أكتوبر: بدء محادثات أمريكية-سوفيتية لحل النزاع.
- 22 أكتوبر: أول مهمة للفانتوم إف-4 المنضمة حديثاً للقوات الجوية الإسرائيلية وذلك بمهاجمة بطارية سام-2 في أبو صوير.
- 26 أكتوبر: مقتل 15 جندي إسرائيلي نتيجة قصف مدفعي مصري.

نوفمبر
- 4 نوفمبر: طائرتا فانتوم تخترق حاجز الصوت فوق القاهرة.
- 8 نوفمبر: البحرية المصرية تقصف رمانة وبالوظة.
- 11 نوفمبر: الفانتوم الإسرائيلية تحقق أول نصر لها بإسقاط ميج-21.
- 16 نوفمبر: أولى غارات الضفادع البشرية المصرية على ميناء إيلات الإسرائيلي.
- 27 نوفمبر: غارة للطيران المصري في منتصف النهار على المواقع الإسرائيلية على خط قناة السويس نتج عنها أيضًا سقوط طائرة ميج-17 نتيجة قتال جوي وسقطت في الأراضي المصرية بينما نجح الطيار في القفز بالمظلة وسقطت كذلك طائرة سوخوي-7 فوق سيناء بفعل النيران الأرضية ولقى طيارها حتفه وفي وقت لاحق شن الطيران الإسرائيلي غارة ليلية على بعض المواقع العسكرية المصرية.

ديسمبر
- 5 ديسمبر: خسر الطيران الإسرائيلي طائرة سوبر ميستير خلال مهاجمة مواقع المدفعية العراقية سقطت فوق بيت شيعان (بيسان).
- 9 ديسمبر: سقوط 2 ميراج إسرائيلية في معركة جوية مع الطيران المصري بفضل مساعدة رادار بي-12 الذي وصل حديثاً. في نفس اليوم أعلنت خطة روجرز للسلام التي رفضها الجانبين المصري والإسرائيلي.
- 26 ديسمبر: إسرائيل تطلق عملية روستر وتنجح في الاستيلاء على رادار بي-12 في راس غارب.

## 1970
يناير
- 2 يناير: بدء عملية القوقاز، عملية الدعم العسكري السوفيتي لمصر.
- 7 يناير: انطلاق سلسلة من الغارات الجوية الإسرائيلية عرفت باسم عملية بريحا استهدفت العمق المصري.
- 22 يناير: عملية رودس، غارة إسرائيلية على جزيرة شدوان بالبحر الأحمر.

فبراير
- 5 فبراير: الضفادع البشرية المصرية تهاجم ميناء إيلات الإسرائيلي للمرة الثانية.
- 6 فبراير: عملية التكرير ب، هجوم جوي إسرائيلي على ميناء الغردقة وغرق كاسحة الألغام (المنيا) رداً على هجوم إيلات.
- 12 فبراير: تسببت عملية بريحا 9 في مذبحة مصنع أبو زعبل التي راح ضحيتها 70 عاملاً مصرياً نتيجة القصف الجوي الإسرائيلي.

مارس
- 8 مارس: عملية الحفار، المخابرات المصرية تنسف حفار إسرائيلي في ميناء أبيدجان، ساحل العاج خلال عملية خاصة.
- 14 مارس: عملية فيكتوريا 1، غارة للقوات الإسرائيلية على الجبهة الغربية لقناة السويس.

أبريل
- 8 أبريل: بريحا 19 تتسبب في مجزرة بحر البقر، عندما استهدفت أربع طائرات فانتوم إسرائيلية مدرسة ابتدائية بمحافظة الشرقية، أسفر الهجوم عن مقتل 30 طفل.
- 23 أبريل - 25 أبريل: غارات جوية مصرية في عمق سيناء تستهدف مستعمرة ناحال يام والعريش مع خسارة قاذفتي إليوشن-28.

مايو
- 14 مايو: زورقا صواريخ مصريان فئة كومار يغرقان قارب الصيد الإسرائيلي «أوريت» قبالة بحيرة البردويل بواسطة صواريخ ستيكس.
- 15 مايو: ثالث غارة للضفادع البشرية المصرية على ميناء إيلات.
- 16 مايو: رداً على الهجمات البحرية المصرية، الطيران الإسرائيلي يغرق المدمرة القاهر في ميناء برنيس ضمن عملية قوس قزح.
- 30 مايو: كمين السبت الحزين، كمين للصاعقة المصرية يستهدف رتل إسرائيلي.
- 31 مايو: رداً على كمين الصاعقة المصرية، غارات جوية إسرائيلية متواصلة على بورسعيد حتى 2 يونيو ضمن عملية عزل بورسعيد.

يونيو
- 11 يونيو: عملية فيكتوريا 2، القوات الإسرائيلية تغير مجدداً على غرب القناة.
- 29 يونيو: مقتل إسرائيلي وإصابة 4 آخرين في قصف بصواريخ كاتيوشا على مدينة كريات شمونة.
- 30 يونيو: بدأ ما يسمى أسبوع تساقط الفانتوم في الفترة من 30 يونيو حتى 7 يوليو سقطت خمس طائرات فانتوم إسرائيلية مؤكدة بواسطة الدفاع الجوي المصري وقتل وأسر طياريها، يدعى الجانب المصري سقوط 12 طائرة إسرائيلية خلال تلك الفترة.

يوليو
- 30 يوليو: عملية ريمون 20، كمين جوي إسرائيلي يسفر عن سقوط خمس طائرات ميج-21 سوفيتية غرب سيناء.

أغسطس
- 7 أغسطس: قبول الرئيس جمال عبد الناصر والملك حسين مبادرة روجرز لوقف إطلاق النار.